# Marco Affronte
Marco Affronte (* 6. Mai 1965 in Rimini) ist ein italienischer Politiker (M5S, Verdi). Er war von 2014 bis 2019 Mitglied des Europäischen Parlaments.

## Leben
Affronte absolvierte ein Studium der Naturwissenschaften an der Universität Bologna, das er 1992 abschloss. Zudem erwarb er 1994 ein Diplom als umwelttechnischer Berater und 2001 einen Master in Umweltbildung. Von 1997 bis 2011 arbeitete er als wissenschaftlicher Verantwortlicher bei der Fondazione Cetacea, die sich für den Schutz von Walen und Schildkröten in der Adria einsetzt. Von 2011 bis 2013 war er Dozent für Meeresbiologie an der Aula del Mare in Ancona und Mathematiklehrer an einer staatlichen Mittelschule in Santarcangelo di Romagna. Ab 2012 war er freiberuflich in den Bereichen wissenschaftliche Beratung und Wissenschaftsvermittlung tätig.
Bei der Europawahl 2014 wurde er auf der Liste der Movimento 5 Stelle (M5S; „Fünf-Sterne-Bewegung“) in das Europäische Parlament gewählt. Dort ist er Mitglied im Ausschuss für Umweltfragen, öffentliche Gesundheit und Lebensmittelsicherheit, im Fischereiausschuss, in der Delegation im Gemischten Parlamentarischen Ausschuss EU-Türkei und in der Delegation für den Parlamentarischen Stabilitäts- und Assoziationsausschuss EU-Albanien. Im Januar 2017 wechselte Affronte von der Fraktion Europa der Freiheit und der direkten Demokratie (der die EU-Abgeordneten der Fünf-Sterne-Bewegung angehörten) zur Fraktion Grünen/EFA. Im Februar 2019 trat er der Federazione dei Verdi bei. Zur Europawahl 2019 kandidierte er auf der Liste Europa Verde, wurde aber nicht wiedergewählt.